# Lehnübersetzung

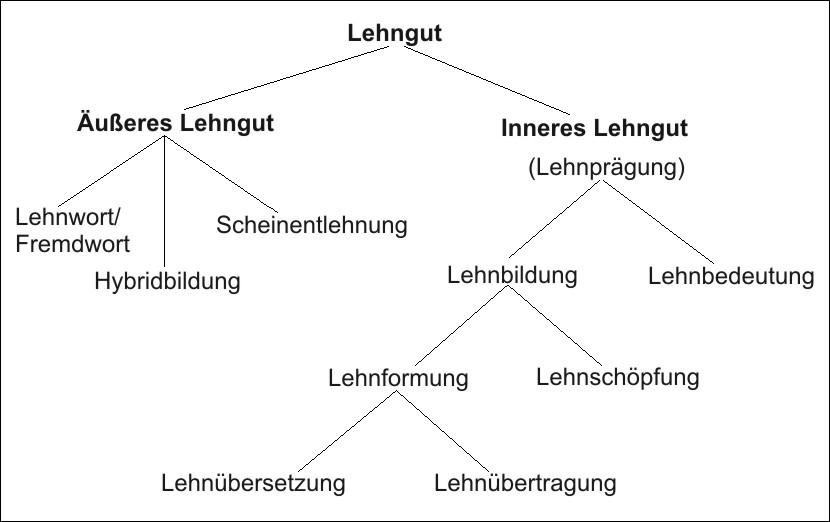
Formen der Entlehnung nach Werner Betz (1949)

Mit Lehnübersetzung wird ein zusammengesetztes Wort bezeichnet, das nach einem Fremdwort gebildet wurde, indem beide oder alle Bestandteile des Fremdwortes einzeln in eine andere Sprache übersetzt wurden. Wird nur ein Bestandteil des Ausgangswortes wörtlich übersetzt, wird das auch als Lehnübertragung bezeichnet.
Der Begriff und die sonstige Betz’sche Lehnwortterminologie wird vor allem in der Germanistik, der deutschsprachigen Romanistik und der Slawistik verwendet.

## Beispiele
Die Wörter Großmutter und Großvater entstanden als wörtliche Übersetzung von französisch grand-mère und grand-père. Andere Lehnübersetzungen sind Flutlicht (englisch floodlight) und Datenverarbeitung (englisch data processing).
Ebenso zu erwähnen ist der im deutschsprachigen Raum verwendete Begriff „Kreditkarte“, eins zu eins übersetzt aus „credit card“.
Ein weiteres Beispiel ist englisch skyscraper (wörtlich: Himmelskratzer) – im Französischen wörtlich übersetzt als gratte-ciel (Lehnübersetzung), im Deutschen zur Hälfte wörtlich übersetzt als Wolkenkratzer (Lehnübertragung).

## Bewertung
Lehnübersetzungen und Lehnübertragungen sind Möglichkeiten, eine Sprache zu bereichern, ohne als Fremdwort erkennbare oder meist beim ersten Hören unverständliche Fremdwörter einzuführen.
Daneben gibt es auch phraseologische Lehnübersetzungen wie nicht wirklich (= englisch not really) für „eigentlich nicht“, die sich mitunter unbewusst einbürgern. Diese Prägung wird gerne als Beispiel für eine schlechte Übersetzung zitiert, weil die englische Ausgangsphrase sinngemäß besser mit „fast gar nicht“ oder „nur eingeschränkt“ ins Deutsche zu übertragen wäre, während der deutsche Ausdruck „nicht wirklich“ früher im Sinne von „unwirklich“ oder „irreal“ verstanden wurde. Sprachkritiker wie Wolf Schneider oder Bastian Sick bemängeln in ihren Publikationen speziell diese Lehnübersetzung als verfehlt. Schneider bezeichnet den Ausdruck als Beispiel für einen „gespreizten Anglizismus“.